# Losung
Losung is een bestuurslaag in het regentschap Padang Sidempuan van de provincie Noord-Sumatra, Indonesië. Losung telt 5165 inwoners (volkstelling 2010).